# ليس لاكس دو تيميسكامينغو (كيبك)
ليس لاكس دو تيميسكامينغو (بالإنجليزية: Les Lacs-du-Témiscamingue, Quebec)‏ هي unorganized area of Canada تقع في كندا في بلدية مقاطعة تميسكامينغ الإقليمية ‏. يقدر عدد سكانها بـ 0 نسمة ومساحتها 12,179.30 كم2 .